# کیکی، عشق‌بازی
کیکی، عشق‌بازی (اسپانیایی: Kiki, el amor se hace‎) با نام‌های بین‌المللی کیکی، عشق بورز تا عاشق شوی (انگلیسی: Kiki, Love to Love) و سکس هول‌هولکی، عشق همین است (انگلیسی: Quickie, Love Is So) یک فیلم کمدی سکسی اسپانیایی به کارگردانی پاکو لئون است که در سال ۲۰۱۶ منتشر شد. فیلم‌برداری این فیلم در سال ۲۰۱۵ در شهر مادرید انجام شد.
نام اسپانیاییِ فیلم، معنایی دوگانه و کنایه‌آمیز دارد. از طرفی معنای تحت‌اللفظی‌اش این است که عشق، ساختنی است و فرایندی منفعل نیست. از طرفی دیگر اصطلاح Hacer el amor در زبان اسپانیایی به معنای عشق‌بازی و سکس است که تم اصلی داستان فیلم هم هست: از خلالِ روایتِ پنج داستانِ در هم تنیده، فیلم به رابطهٔ جنسی و عشق می‌پردازد. چند زوج معمولی در گرمای تابستان شهر مادرید، با اشتیاقی راستین و میل پایان‌ناپذیر برای عشق ورزیدن و دوست داشته شدن، تمایلی غیر قابل کنترل اما مشترک برای بررسی تمایلات جنسی خود دارند. پاکو و آنا زوجی هستند که به دنبال دمیدن آتش و شوری دوباره در روابط جنسی خود هستند که مدتهاست به سردی گراییده است. خوزه لوئیس تلاش می‌کند مهر و محبت همسرش پالوما را باز یابد، همسری که به‌دنبال سانحه‌ای، تحرکش محدود شده و روی صندلی چرخدار است. کاندلاریا و آنتونیو زوجی هستند که دوست دارند بچه‌دار شوند، اما کاندلاریا این مشکل را دارد که وقتی با آنتونیو عشق‌بازی و سکس می‌کند، به اوج لذت جنسی نمی‌رسد. آلکس سعی می‌کند خیال‌پردازی‌های جنسی ناتالیا را برآورده کند، در حالی که ناتالیا به شک افتاده است که آیا بالاخره آلکس از او خواستگاری خواهد کرد یا خیر؛ و سرانجام ساندرا، زن مجردی است که مدت‌هاست در جستجوی مردی برای عشق‌ورزی است. همهٔ زوج‌های این فیلم عاشق هستند، در هراسند، زندگی می‌کنند، به مکاشفه پارافیلیای جنسی گوناگون و جنبه‌های مختلف تمایلات جنسی خود می‌پردازند، و سعی دارند راه خوشبختی را بیابند.

## گزیدهٔ بازیگران
- آلکس گارسیا
- آنا کاتس
- پاکو لئون
- ناتالیا د مولینا
- کاندلا پنیا
- بلن کوئستا
- لوئیس کایخو
- لوئیس برمخو
- الکساندرا خیمنس
- آشا بیاگران